# Guillermo Dongo
Guillermo Dongo (Paramaribo, 8 maart 1982) is een atleet uit Suriname.
Op de Olympische Zomerspelen in 2000 nam Dongo deel aan de 100 meter sprint.